# Dereşemsettin, Bilecik
Dereşemsettin là một xã thuộc thành phố Bilecik, tỉnh Bilecik, Thổ Nhĩ Kỳ. Dân số thời điểm năm 2011 là 90 người.